# Volta Limburg Classic 2019
La 46e édition de la Volta Limburg Classic a lieu le 6 avril 2019. Elle fait partie du calendrier UCI Europe Tour 2019 en catégorie 1.1.

## Équipes
Classée en catégorie 1.1 de l'UCI Europe Tour, la Volta Limburg Classic est par conséquent ouverte aux WorldTeams dans la limite de 50 % des équipes participantes, aux équipes continentales professionnelles, aux équipes continentales et aux équipes nationales.
Vingt-quatre équipes participent à cette Volta Limburg Classic : sept équipes continentales professionnelles et dix-sept équipes continentales.
| Équipes continentales professionnelles (7)- Israel Cycling Academy - Riwal Readynez - Roompot-Charles - Sport Vlaanderen-Baloise - Vital Concept-B&B Hotels - Wallonie Bruxelles - Wanty-Groupe Gobert Équipes continentales (17)- Alecto - BEAT Cycling Club - Canyon DHB p/b Bloor Homes - CCC Development Team - Development Team Sunweb - Joker Fuel of Norway - Leopard - Madison Genesis - Metec-TKH Continental Cyclingteam p/b Mantel - Monkey Town-à Bloc CT - Tarteletto-Isorex - Cibel-Cebon - Differdange-GeBa - Lotto-Kern-Haus - Waoo - Vlasman CT - Bike Aid |
| |

## Classements

### Classement final
| \| Classement général \| Classement général \| Classement général \| Classement général \| Classement général \| \| Coureur \| Coureur \| Pays \| Équipe \| Temps \| \| ------------------ \| ------------------ \| ------------------ \| ------------------------ \| ------------------ \| \| 1er \| Patrick Müller \| Suisse \| Vital Concept-B&B Hotels \| 4 h 53 min 11 s \| \| 2e \| Justin Jules \| France \| Wallonie Bruxelles \| + 0 s \| \| 3e \| Ben Hermans \| Belgique \| Israel Cycling Academy \| + 4 s \| \| 4e \| Quentin Pacher \| France \| Vital Concept-B&B Hotels \| + 25 s \| \| 5e \| Rasmus Guldhammer \| Danemark \| Waoo \| + 29 s \| \| 6e \| Ole Forfang \| Norvège \| Joker Fuel of Norway \| + 50 s \| \| 7e \| Lennert Teugels \| Belgique \| Cibel \| + 52 s \| \| 8e \| Kevin Deltombe \| Belgique \| Sport Vlaanderen-Baloise \| + 52 s \| \| 9e \| Mathijs Paasschens \| Pays-Bas \| Wallonie Bruxelles \| + 52 s \| \| 10e \| Piotr Havik \| Pays-Bas \| BEAT Cycling Club \| + 52 s \| |                    |          |                          |                 |
| |                    |          |                          |                 |
| Source : ProCyclingStats |                    |          |                          |                 |
| Classement général |                    |          |                          |                 |
| Coureur | Coureur            | Pays     | Équipe                   | Temps           |
| 1er | Patrick Müller     | Suisse   | Vital Concept-B&B Hotels | 4 h 53 min 11 s |
| 2e | Justin Jules       | France   | Wallonie Bruxelles       | + 0 s           |
| 3e | Ben Hermans        | Belgique | Israel Cycling Academy   | + 4 s           |
| 4e | Quentin Pacher     | France   | Vital Concept-B&B Hotels | + 25 s          |
| 5e | Rasmus Guldhammer  | Danemark | Waoo                     | + 29 s          |
| 6e | Ole Forfang        | Norvège  | Joker Fuel of Norway     | + 50 s          |
| 7e | Lennert Teugels    | Belgique | Cibel                    | + 52 s          |
| 8e | Kevin Deltombe     | Belgique | Sport Vlaanderen-Baloise | + 52 s          |
| 9e | Mathijs Paasschens | Pays-Bas | Wallonie Bruxelles       | + 52 s          |
| 10e | Piotr Havik        | Pays-Bas | BEAT Cycling Club        | + 52 s          |

### Classements UCI
La course attribue aux coureurs le même nombre des points pour l'UCI Europe Tour 2019 et le Classement mondial UCI.
| Position           | 1er | 2e | 3e | 4e | 5e | 6e | 7e | 8e | 9e | 10e | 11e | 12e | 13e à 15e | 16e à 25e |
| Classement général | 125 | 85 | 70 | 60 | 50 | 40 | 35 | 30 | 25 | 20  | 15  | 10  | 5         | 3         |